# Beck – Sista vittnet
Beck – Sista vittnet är en svensk actionfilm från 2002 i regi av Harald Hamrell. Detta är den åttonde och avslutande filmen i den andra omgången med Peter Haber och Mikael Persbrandt i huvudrollerna.

## Handling
Flera unga kvinnor från Lettland påträffas under en tid mördade på olika platser runt Stockholm. Misstankarna faller först på prostitution men när Gunvald Larsson nästlar sig in i Stockholms porrbransch framkommer det att kvinnorna inte kom till Sverige för prostitution. Det finns istället kopplingar till ett läkemedelsföretag som håller på att utveckla ett vaccin mot AIDS. 

## Om filmen
Filmen premiärvisades på olika biografer den 4 januari 2002 och den 30 november 2003 visades filmen i TV4. Filmen spelades in i juli 2001 och delar av inspelningarna skedde på AlbaNova i Stockholm. Detta var sista filmen med Malin Birgerson i som rollen för Alice Levander.  

## Rollista
Återkommande:
- Peter Haber – Martin Beck
- Mikael Persbrandt – Gunvald Larsson
- Malin Birgerson –  Alice Levander
- Bo Höglund – Servitören Mats
- Ingvar Hirdwall – Grannen Valdemar
- Marie Göranzon – Margareta Oberg
- Rebecka Hemse – Inger Beck
- Peter Huttner – Obducenten Oljelund
- Jimmy Endeley – Robban
- Mårten Klingberg – Nick
- Hanns Zischler – Josef Hillman (Fredrik Ohlsson gör den svenska rösten)
- Anna Ulrika Ericsson – Yvonne Jäder

I detta avsnitt:
- Gunilla Röör – Lillemor Fransson
- Thomas Hanzon – Klas Mellgren
- Max Lapitskij – Teddy
- Jarmo Mäkinen – Juri
- Sofia Helin – Sofija Leina
- My Bodell – Landexa Receptionist
- Mattias Silvell – Lech
- Mikael Rundquist – Verner Jonasson
- Anki Lidén – Marianne Berncroft
- Jakob Tamm – Hotellportiern
- Jan Waldekranz – Hallman
- Nicky Taylor – Nyhetsreporter
- Sofia Berg Böhm – Aija
- Lennart Persson – TV4 Programledare
- Lotta Mossberg – TV4 Programledare
- Göran Berlander – Polis
- Thomas Roos – Läkare för Landexa